# Reischach
Reischach ist eine Gemeinde im oberbayerischen Landkreis Altötting. Das gleichnamige Pfarrdorf ist Sitz der Gemeindeverwaltung. Die Gemeinde ist Mitglied der gleichnamigen Verwaltungsgemeinschaft.

## Gemeindegliederung
Es gibt 78 Gemeindeteile:
- Aichberg
- Arbing
- Aushofen
- Berg
- Brandmühl
- Burgharting
- Daxöd
- Dietersberg
- Ecking
- Edermühle
- Ehrnsberg
- Fachenberg
- Faistenberg
- Fuchshub
- Gausberg
- Gilgöd
- Gmeinholzen
- Golderberg
- Grossillenberg
- Hatzelsberg
- Haunberg
- Heitzmannsberg
- Herzöd
- Hintereck
- Hitzing
- Hochhäusl
- Hochmühl
- Hoheneck
- Holzschmied
- Iffelsberg
- Indobl
- Kager
- Kaisersberg
- Karrersäge
- Kerschbichl
- Kienberg
- Kirchhaunberg
- Kleinillenberg
- Kolbersberg
- Kreuzbind
- Lanzenberg
- Maierwiesweb
- Mittermühl
- Oberfriesing
- Oberkobl
- Oberleiten
- Obermühl
- Oberthal
- Petzlberg
- Pimannsberg
- Pistor
- Rauscheck
- Reichwald
- Reischach
- Reisermühl
- Reising
- Rockersbach
- Rudersberg
- Schöffberg
- Schönbüchl
- Speck
- Staudenhäuser
- Stockwimm
- Straß bei Ecking
- Thannberg
- Unterfriesing
- Unterkobl
- Unterthal
- Waldberg
- Wälschmühle
- Watzenberg
- Weiher
- Werkstetten
- Wiesweb
- Wipfelsberg
- Wissersdorf
- Wurmgarten
- Zehenthof

## Geschichte

### Bis zur Gemeindegründung
Reischach ist als Kirch- und Pfarrort seit 930 (Riskah) beurkundet. Im Althochdeutschen heißt risc „Binse“, entsprechend bedeutet der Name “Ort, wo viele Binsen wachsen”. Bei der allgemeinen Ämterorganisation im 13. Jahrhundert entstand das „Amt Reischach“. Reischach wurde im Zuge der Verwaltungsreformen in Bayern 1818 eine selbständige politische Gemeinde.

### Verwaltungsgemeinschaft
Die Gemeinde Reischach bildete 1978 zusammen mit den Nachbargemeinden Erlbach und Perach eine Verwaltungsgemeinschaft. Der Verwaltungssitz ist Reischach.
Reischach umfasst die Steuerdistrikte Endlkirchen, Erlbach, Reischach, Reischenbach und Perach.

### Eingemeindungen
Am 1. Januar 1967 wurden Teile der bis dahin selbständigen Gemeinde Eggen nach Reischach umgegliedert. Am 1. Juli 1971 erfolgte die Eingemeindung der bis dahin selbständigen Gemeinde Arbing.

### Einwohnerentwicklung
Zwischen 1988 und 2018 wuchs die Gemeinde von 2338 auf 2604 um 266 Einwohner bzw. um 11,4 %.
- 1840: 0663 Einwohner
- 1940: 1492 Einwohner
- 1961: 1989 Einwohner (davon 583 in Arbing)
- 1970: 2102 Einwohner (davon 546 in Arbing)
- 1991: 2469 Einwohner
- 1995: 2536 Einwohner
- 2005: 2637 Einwohner
- 2010: 2640 Einwohner
- 2015: 2539 Einwohner

## Politik

### Gemeinderat und Bürgermeister
Bei der Kommunalwahl am 15. März 2020 waren 14 Mitglieder zu wählen. Die Wahl brachte folgendes Ergebnis:
| Wahl des Gemeinderats Reischach 2020Wahlbeteiligung 66,2 % 706050403020100 64,935,1 CSU/UaFWGewinne/Verlusteim Vergleich zu 2014 %p 16 14 12 10 8 6 4 2 0 −2 −4 −6 −8−10−12−14−16+14,7−14,7CSU/UFWAnmerkungen:a CSU und Unabhängige | Sitzverteilung im Gemeinderat Reischach seit 2020Insgesamt 14 Sitze - FW: 5 - CSU/U: 9 |

Weiteres Mitglied und Vorsitzender des Gemeinderates ist der Erste Bürgermeister. In dieses Amt wurde am 19. März 2017 Alfred Stockner (CSU und Unabhängige) gewählt, nachdem Herbert Vilsmaier aus gesundheitlichen Gründen zurückgetreten war. Stockner wurde am 15. März 2020 für weitere sechs Jahre mit 98,0 % im Amt bestätigt.

### Wappen
| Wappen von Reischach | Blasonierung: „In Blau ein über einen silbernen Querbach gelegter aufrecht stehender goldener Getreidehalm mit goldener Ähre, den beiderseits dem Querbach unterlegte goldene Binsen mit schwarzen Kolben begleiten.“ |
| Wappen von Reischach | Wappenführung seit 1953 |

### Gemeindepartnerschaften
Am 20. August 2006 schloss Reischach eine Partnerschaft mit der ungarischen Gemeinde Magyarbóly in der Region Transdanubien, mit der schon seit 15 Jahren Kontakte bestanden.

## Öffentliche Einrichtungen

### Bildungseinrichtungen
Stand August 2020 gibt es folgende Einrichtungen:
- Kindergarten St. Martin mit 92 Plätzen
- Grundschule Reischach mit Gebäuden in Reischach und in der Nachbargemeinde Perach

### Freizeit- und Sportanlagen
Reischach verfügt über eine relativ große Bandbreite an Sportanlagen, darunter eine zur Hauptschule gehörige Einfachturnhalle, 3 Fußballplätze, 4 Tennisplätze, ein Beachvolleyballfeld sowie eine Stockbahn mit 4 Spielfeldern. Im Gemeindeteil Arbing finden sich ein Bolzplatz und eine Stockbahn mit 3 Spielfeldern.
Im Gemeindegebiet liegt darüber hinaus der Badesee Hochmühl, der im Sommer zum Baden wie auch zum Angeln genutzt werden kann und im Winter eine Möglichkeit zum Schlittschuhlaufen und Eisstockschießen bietet. Auf dem Zoglerberg, der als Naherholungsgebiet eine schöne Aussicht über den Ort bietet, ist neben einer anmietbaren Freizeithütte auch ein Wald- und Naturlehrpfad eingerichtet.

## Kultur und Sehenswürdigkeiten

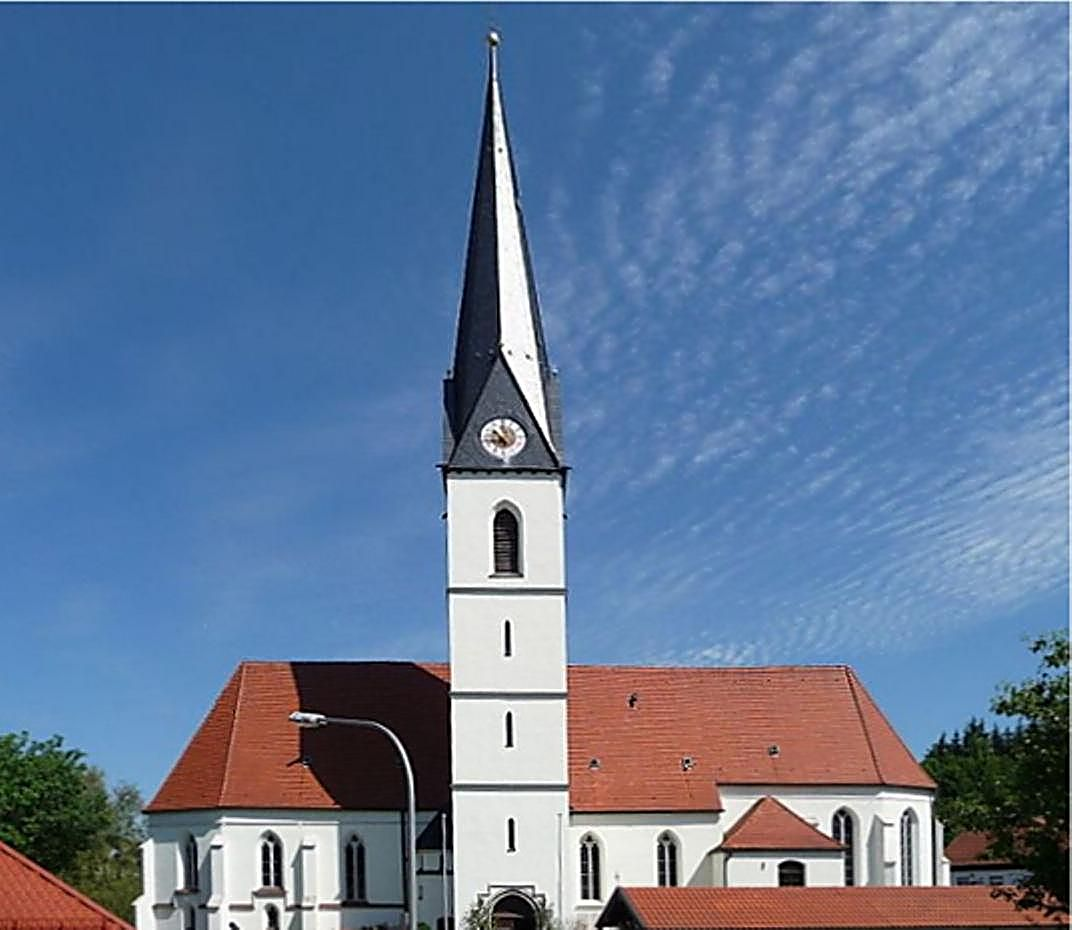
Pfarrkirche St. Martin

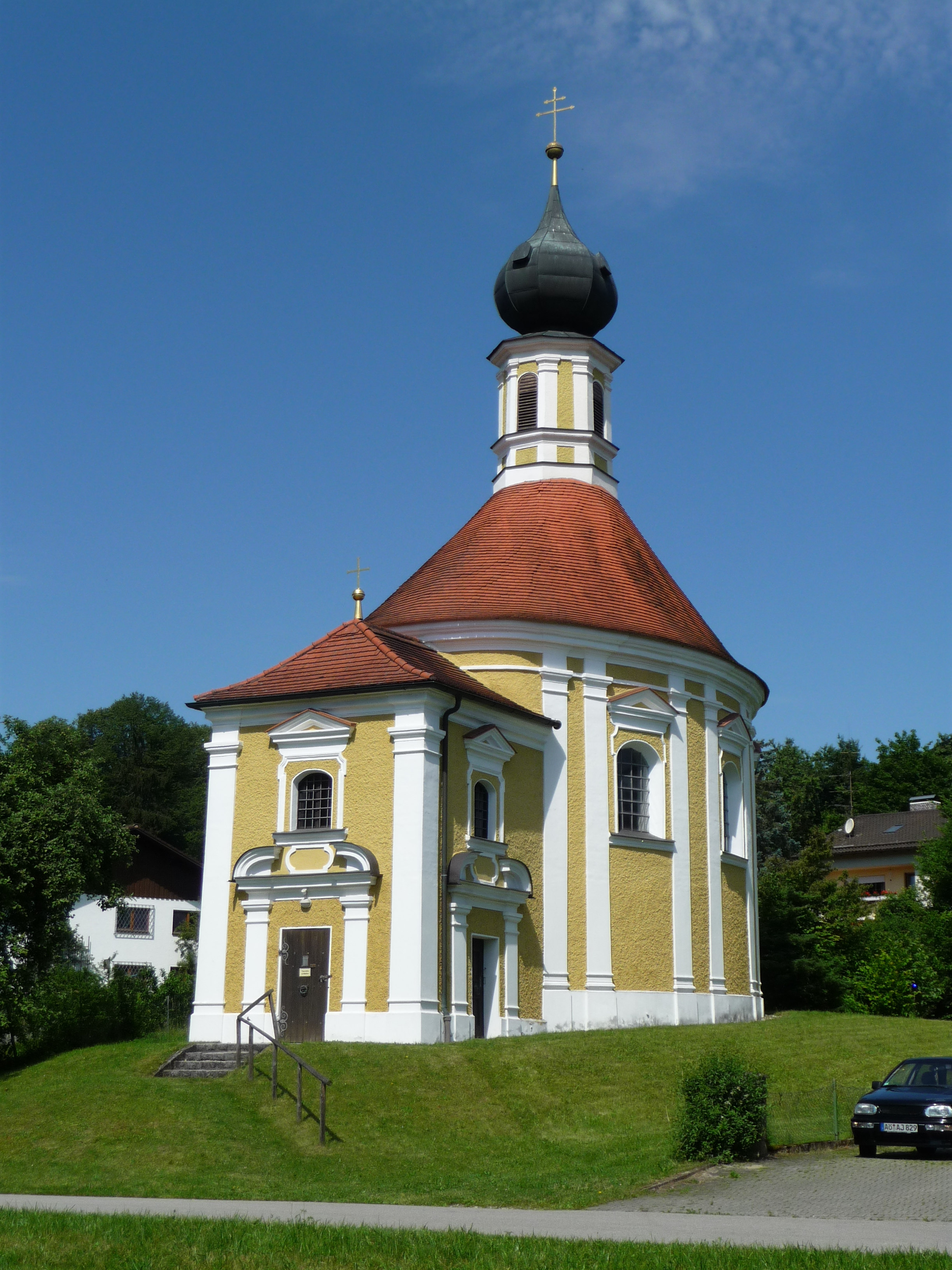
Wallfahrtskirche St. Antonius

### St. Martin
Die katholische Pfarrkirche St. Martin ist ein spätgotisches Bauwerk, dessen Langhaus aus dem 14. und dessen Presbyterium aus dem 15. Jahrhundert stammt. Der alte Turm musste 1865 wegen Einsturzgefahr abgebrochen werden. 1899 wurde die Kirche nach Westen hin um etwa ein Drittel verlängert, dabei erhielt sie auch ihren 52 Meter hohen Turm. Ihre Ausstattung ist barock, der Hochaltar (um 1680) zeigt im 1840 erneuerten Altarblatt den Bischof und Kirchenpatron St. Martin von Tours unter Armen.

### St. Anton
Die Wallfahrtskirche St. Anton von Padua in Reischach ist ein barocker Zentralbau mit eiförmigem Grundriss. Sie entstand 1695 bis 1699 nach den Plänen des Neuöttinger Stadtbaumeisters Mathias Weidtinger. Das Altarbild von Karl Keller aus dem Jahr 1862 zeigt den hl. Antonius von Padua mit dem Jesuskind.

### Marien- und Antoniuskapelle
Die Brünnlkapelle von 1731 ersetzte einen baufälligen Holz-Vorgängerbau. Dabei wurde das mittlerweile versiegte Heilwasser von einer zuvor außen liegenden Quellfassung ins Innere geleitet.

### Weiteres
Gedenkkreuz für den US-amerikanischen Jagdflieger Donald A. Kuske (1922–1944), der seit 1944 in Reischach als Retter von zehn Menschenleben gilt und dabei sein eigenes Leben verloren hat.